# (5536) Honeycutt
(5536) Honeycutt (1955 QN) – planetoida z pasa głównego asteroid okrążająca Słońce w ciągu 3,38 lat w średniej odległości 2,25 j.a. Odkryta 23 sierpnia 1955 roku.